# Vu Duc Minh Dack
Vu Duc Minh Dack est un karatéka français, né le 18 octobre 1982 à Nouméa (Nouvelle-Calédonie). Il est surtout connu pour avoir remporté la médaille de bronze en kata individuel masculin aux championnats du monde de karaté 2008 à Tōkyō, au Japon. Il a par ailleurs obtenu cinq troisièmes places aux championnats d'Europe de karaté entre 2004 et 2008.

## Résultats
| Résultat           | Date              | Épreuve         | Catégorie | Compétition                                  | Ville hôte                             |
| ------------------ | ----------------- | --------------- | --------- | -------------------------------------------- | -------------------------------------- |
| Médaille de bronze | Février 2002      | Kata individuel | Juniors   | Championnats d'Europe juniors et cadets 2002 | Coblence, en Allemagne                 |
| Médaille d'argent  | Février 2003      | Kata individuel | Juniors   | Championnats d'Europe juniors et cadets 2003 | Wrocław, en Pologne                    |
| Médaille de bronze | Mai 2004          | Kata individuel | Seniors   | Championnats d'Europe 2004                   | Moscou, en Russie                      |
| Médaille de bronze | Mai 2005          | Kata individuel | Seniors   | Championnats d'Europe 2005                   | San Cristóbal de La Laguna, en Espagne |
| Médaille de bronze | Mai 2006          | Kata individuel | Seniors   | Championnats d'Europe 2006                   | Stavanger, en Norvège                  |
| 5e place           | Octobre 2006      | Kata individuel | Seniors   | Championnats du monde 2006                   | Tampere, en Finlande                   |
| Médaille de bronze | Mai 2007          | Kata individuel | Seniors   | Championnats d'Europe 2007                   | Bratislava, en Slovaquie               |
| Médaille de bronze | Mai 2008          | Kata individuel | Seniors   | Championnats d'Europe 2008                   | Tallinn, en Estonie                    |
| Médaille de bronze | Juillet 2008      | Kata individuel | Seniors   | Championnats du monde universitaires 2008    | Wrocław, en Pologne                    |
| Médaille de bronze | 14 novembre 2008  | Kata individuel | Seniors   | Championnats du monde 2008                   | Tōkyō, au Japon                        |
| Médaille de bronze | 8 mai 2009        | Kata individuel | Seniors   | Championnats d'Europe 2009                   | Zagreb, en Croatie                     |
| Médaille de bronze | 7 mai 2010        | Kata individuel | Seniors   | Championnats d'Europe 2010                   | Athènes, en Grèce                      |
| Médaille de bronze | 6 mai 2011        | Kata individuel | Seniors   | Championnats d'Europe 2011                   | Zurich, en Suisse                      |
| Médaille de bronze | 10 mai 2012       | Kata individuel | Seniors   | Championnats d'Europe 2012                   | Tenerife, en Espagne                   |
| Médaille d'argent  | 24 novembre 2012  | Kata individuel | Seniors   | Championnats du monde 2012                   | Paris, en France                       |
| Médaille d'argent  | 9 au 12 mai 2013  | Kata individuel | Seniors   | Championnats d'Europe 2013                   | Budapest, en Hongrie                   |
| Médaille de bronze | 1er au 4 mai 2014 | Kata individuel | Seniors   | Championnats d'Europe 2014                   | Tampere, en Finlande                   |
| Médaille de bronze | 19 mars 2015      | Kata individuel | Seniors   | Championnats d'Europe 2015                   | Istanbul, en Turquie                   |
| Médaille d'argent  | 7 mai 2016        | Kata individuel | Seniors   | Championnats d'Europe 2016                   | Montpellier, en France                 |